# Lou Marcelle
Lou Marcelle (Saint Louis, 3 gennaio 1909 – Glendale, 4 ottobre 1994) è stato un attore e doppiatore statunitense.

## Biografia
È stato sposato con Martha Marcelle dal 1936 al 1976 (anno della morte di lei). Dal matrimonio sono nati due figli.
Ha preso parte a circa 30 film, in cui è stato di volta in volta attore e doppiatore, ma soprattutto narratore. Sua è la voce narrante in Casablanca (1942).

## Filmografia parziale
- Casablanca, regia di Michael Curtiz (1942)
- Le spie (Background to Danger), regia di Raoul Walsh (1943)
- L'ostaggio (Northern Pursuit), regia di Raoul Walsh (1943)
- Destinazione Tokyo (Destination Tokyo), regia di Delmer Daves (1943)
- La spia di Damasco (Action in Arabia), regia di Léonide Moguy (1943)
- Ragazze indiavolate (The Doughgirls), regia di James V. Kern (1944)
- Preferisco mio marito (Never Say Goodbye), regia di James V. Kern (1946)
- L'impronta dell'assassino (I Wouldn't Be in Your Shoes), regia di William Nigh (1948)
- Aquile dal mare (Task Force), regia di Delmer Daves (1949)
- Intermezzo matrimoniale (Perfect Strangers), regia di Bretaigne Windust (1950)
- Tre segreti (Three Secrets), regia di Robert Wise (1950)
- Lo squalo tonante (Operation Pacific), regia di George Waggner (1951)
- Per la vecchia bandiera (Thunder Over the Plains), regia di André De Toth (1953)
- La valle dell'Eden (East of Eden), regia di Elia Kazan (1955)
- Sì, signor generale (Top Secret Affair), regia di H.C. Potter (1957)

## Doppiatori italiani
- Vittorio Cramer in Casablanca